# SOPHIE-Spektrograph
SOPHIE (Akronym für französisch Spectrographe pour l’Observation des Phénomènes des Intérieurs stellaires et des Exoplanètes) ist ein hochauflösender Échelle-Spektrograph installiert am 1,93-m-Spiegelteleskop des Observatoire de Haute-Provence im Südosten Frankreichs. Einsatzgebiet ist einerseits die Asteroseismologie andererseits die Entdeckung extrasolarer Planeten durch die Radialgeschwindigkeitsmethode. Er ist eine Weiterentwicklung und Ersatz des älteren ELODIE-Spektrographen. Das Instrument wurde im Oktober 2006 der astronomischen Gemeinde verfügbar gemacht.

## Eigenschaften
Das elektromagnetische Spektrum wird im Wellenlängenbereich von 387,2 nm bis 694,3 nm der Analyse zugeführt. Der Spektrograph wird dabei durch zwei unterschiedliche Sätze von Glasfasern aus dem Cassegrain-Fokus des Teleskops mit Licht beschickt und in zwei unterschiedlichen Auflösungen HE und HR gefahren. Das Instrument ist vollautomatisiert und besitzt eine integrierte Datenreduktion, die eine bei jedem Auslesezyklus des CCD-Sensors laufende, extrem genaue Messung der Radialgeschwindigkeit der untersuchten Objekte erlaubt.

### HR-Modus
Der HR-Modus ist die hochauflösendere Betriebsart. Mittels einer 40-μm-Ausgangsblende erreicht man mit ihm ein sehr hohes Auflösungsvermögen von {\displaystyle R={\lambda  \over \Delta \lambda }=75{.}000}.

### HE-Modus
Der HE-Modus ist die effizientere Betriebsart. Diese wird genutzt, um einen höheren Durchsatz bei lichtschwächeren Objekten zu erreichen. Das Auflösungsvermögen ist hier dann auf {\displaystyle R={\lambda  \over \Delta \lambda }=40000} begrenzt.
Das G2-Échelle-Beugungsgitter besitzt 52,65 Linien pro Millimeter und demnach eine Gitterkonstante von g = 19 μm. Hergestellt wurde es von der Firma Richardson Gratings.
Es besitzt einen Blazewinkel von {\displaystyle \theta _{B}=65^{\circ }} bei einer Gesamtgröße von 20,4 cm × 40,8 cm.
Montiert ist es in einer festen Konfiguration. Das Spektrum wird auf 44 bis 82 E2V-CCDs in von je 4096 × 2048 Pixeln projiziert, die auf einer konstanten Temperatur von 173 K gehalten werden. Mit diesem Beugungsgitter erreicht man 41 Beugungsordnungen, wobei 39 davon tatsächlich genutzt werden.

## Leistungsfähigkeit
Ein Signal-Rausch-Verhältnis in V von {\displaystyle {\frac {S}{N}}=27} wurde für 90 Minuten bei einem Objekt mit mV = 14,5 mag im HE-Modus erreicht.
Die Stabilität über mehrere Monate hinweg liegt bei der Messung der Radialgeschwindigkeiten im HR-Modus bei 3–4 m/s. Über kürzere Perioden können Genauigkeiten von 1,3 m/s erreicht werden.

## Weiteres
- ELODIE-Spektrograph
- CORALIE-Spektrograph
- HARPS-Spektrograph